# Бонво ле Пријере
Бонво ле Пријере (фр. Bonnevaux-le-Prieuré) насеље је и општина у источној Француској у региону Франш-Конте, у департману Ду која припада префектури Безансон.
По подацима из 2011. године у општини је живело 109 становника, а густина насељености је износила 35,39 становника/km². Општина се простире на површини од 3,08 km². Налази се на средњој надморској висини од 550 метара (максималној 548 m, а минималној 356 m).

## Демографија
| 1962. | 1968. | 1975. | 1982. | 1990. | 1999. | 2011. |
| ----- | ----- | ----- | ----- | ----- | ----- | ----- |
| 64    | 73    | 71    | 77    | 93    | 93    | 109   |

График промене броја становника у току последњих година